# Jayabakti (Banjarwangi)
Jayabakti is een bestuurslaag in het regentschap Garut van de provincie West-Java, Indonesië. Jayabakti telt 3121 inwoners (volkstelling 2010).